# Pyrellia proferens
Pyrellia proferens är en tvåvingeart som först beskrevs av Walker 1859.  Pyrellia proferens ingår i släktet Pyrellia och familjen husflugor. Inga underarter finns listade i Catalogue of Life.